# 欧盟关税同盟
欧盟关税同盟（英語：European Union Customs Union (EUCU)），是欧盟重要的组成部分之一。包含欧盟全部27个成员国、摩纳哥，以及部分未加入欧盟的英国领地。一些欧盟成员国的外飞地和岛屿因地理原因而没有加入。此外安道尔、圣马力诺和土耳其与欧盟签订了双边贸易协定（非全部商品种类）以加入欧盟关税同盟。
从1958年欧盟的前身欧洲经济共同体成立开始，欧盟关税同盟就是联盟的主要部分。在关税同盟内取消了全部关税和非关税壁垒。而和普通的自贸协定不同，关税同盟对从关税同盟外进口的商品统一征收关税。此外，欧盟委员会在世界贸易组织中代表关税同盟，并作为整体进行对外贸易谈判、解决贸易纠纷，而不像普通自贸协定中成员国仍单独进行国际贸易磋商。

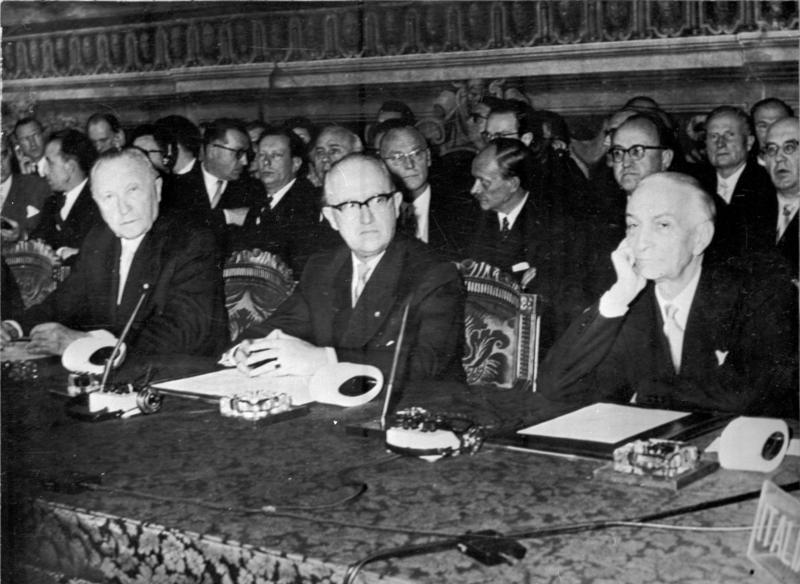
攝於1957年4月1日，時任西德總理 康拉德·阿丹拿、德國學者華特·霍爾斯坦和時任意大利總理 安东尼奥·塞尼，在意大利羅馬簽署歐盟關稅同盟（European Union Customs Union，EUCU）及歐洲原子能共同體（Euratom）相關文件。

## 同盟内非欧盟领域
摩纳哥和英国的阿克罗蒂里和泽凯利亚、根西，泽西和马恩岛不属于欧盟领土，但加入了欧盟关税同盟。而安道尔、圣马力诺和土耳其这三个非欧盟成员国则分别和欧盟签订了贸易协定而加入关税同盟。
| 国家/区域                                                           | 协定类型                               | 加入日期       | 备注                              |
| ------------------------------------------------------------------- | -------------------------------------- | -------------- | --------------------------------- |
| 摩纳哥                                                              | 因与法国的贸易公约而加入               | 1963年         |                                   |
| 亞克羅提利與德凱利亞 · （由 英国 代表）                             | 随2004年欧洲联盟扩大而签署相关协定加入 | 2004年5月1日   | 至2020年12月31日 (英国脱欧过渡期) |
| 根西 · 马恩岛 · 澤西 · （由 英国 代表）                             | 随1973年英国加入欧盟而签署相关协定加入 | 1973年1月1日   | 至2020年12月31日 (英国脱欧过渡期) |
| 安道尔                                                              | 与欧盟签订双边贸易协定                 | 1991年1月1日   | 不含农产品                        |
| 圣马力诺                                                            | 与欧盟签订双边贸易协定                 | 1991年12月16日 |                                   |
| 土耳其                                                              | 与欧盟签订双边贸易协定                 | 1995年12月31日 | 不含农产品                        |
| 英国 · 以及相关领土： · 根西 · 马恩岛 · 澤西 · 亞克羅提利與德凱利亞 |                                        | 2021年1月1日   |                                   |

## 未加入同盟的欧盟领域
理论上欧盟成员国都是欧盟关税同盟的加盟国，但部分属于欧盟成员国的领土则未加入（详见：欧洲联盟特别领域）。以下领土不属于欧盟共同关税区：
- 莱茵河上游比辛根：德国外飞地（全境被瑞士包围，现加入瑞士-列支敦士登关税区）[13][14]
- 坎皮奥内和卢加诺湖上意大利水域：意大利外飞地（全境被瑞士包围，现加入瑞士-列支敦士登关税区），以及意大利利维尼奥[13][14]
- 休达和梅利利亚：西班牙位于非洲的自治市[13][14]
- 法属波利尼西亚，法属南部和南极领地，新喀里多尼亚，圣巴泰勒米，圣皮埃尔和密克隆和瓦利斯和富图纳: 适用于罗马条约的法国海外领土。[14][15]
- 直布罗陀：英国位于伊比利亚半岛的海外领地[16][12]
- 黑尔戈兰岛：德国位于北海东部的外岛[13][12]

## 欧盟海关条例
欧盟海关条例于2016年5月1日生效，预计将在2020年12月31日前全面落实。欧盟委员会表示，建立海关条例是为了规范清关流程和提高清关速度。

## 脚注
1. ↑   包括英国海外领土阿克罗蒂里和泽凯利亚，以及皇家属地根西，泽西和马恩岛。而除此之外的英國則處於脫歐過渡期，暫時留在歐盟關稅同盟內。[1]
2. ↑  如德国和意大利在瑞士境内的飞地，以及西班牙和葡萄牙所属的一些离岛。